# うお座109番星
うお座109番星（109 Piscium）は、うお座の方角約106光年の距離にある黄色準巨星である。質量は太陽よりわずかに大きく、鉄の存在量が太陽に比べやや多い。
| 太陽 | うお座109番星 |
| ---- | ------------- |
| 太陽 | Exoplanet     |

## 星系
2010年、パロマー天文台での補償光学を用いた撮像観測による系外惑星捜索の中で、伴星の候補となる天体が検出された。その後、スペックル・イメージングによる観測でも同じ天体が検出され、質量が太陽の0.177倍と見積もられている。

## 惑星系
1999年に、うお座109番星を公転する系外惑星うお座109番星bが発見された。質量が最低でも木星の6.3倍、不定性も大きく、当初は木星の38倍の質量を持つ褐色矮星ではないかとする研究もあったが、その後の観測で物理的性質が絞り込まれ、やはり惑星であろうということになっている。
| 名称 （恒星に近い順） | 質量             | 軌道長半径 （天文単位） | 公転周期 (日) | 軌道離心率    | 軌道傾斜角 | 半径      |
| --------------------- | ---------------- | ----------------------- | ------------- | ------------- | ---------- | --------- |
| b                     | > 6.21 ± 0.15 MJ | 2.131 ± 0.018           | —             | 0.099 ± 0.007 | —          | 1.8974 RJ |

## フィクションにおけるうお座109番星
1983年に出版されたダイアン・デュエインのスタートレック小説"The Wounded Sky"では、クリンゴン人の追跡者の船を壊滅させるために、U.S.S.エンタープライズが意図的にうお座109番星の近くでワープし、超新星爆発を誘発した。